# Gry Østvik
Gry Østvik (ur. 14 sierpnia 1963) – norweska biathlonistka, dwukrotna medalistka mistrzostw świata.

## Kariera
W zawodach Pucharu Świata zadebiutowała 4 marca 1983 roku w Lappeenranta, wygrywając rywalizację w biegu indywidualnym. Były to pierwsze w historii zawody PŚ kobiet. Wyprzedziła tam dwie reprezentantki Finlandii: Pirjo Aalto i Tuulę Ylinen. W kolejnych startach jeszcze trzy razy stawała na podium zawodów tego cyklu: 6 stycznia 1984 roku w Falun ponownie wygrała bieg indywidualny, 21 stycznia 1984 roku w Ruhpolding wygrała sprint, a 10 marca 1984 roku w Lygna zajęła trzecie miejsce w biegu indywidualnym. Najlepsze wyniki osiągnęła w sezonie 1982/1983, kiedy zwyciężyła w klasyfikacji generalnej, zostając tym samym pierwszą triumfatorką Pucharu Świata kobiet w biathlonie. Ponadto w sezonie 1983/1984 zajęła trzecie miejsce, za swymi rodaczkami: Mette Mestad i Sanną Grønlid.
Podczas mistrzostw świata w Chamonix w 1984 roku wspólnie z Sanną Grønli i Siv Lunde zdobyła srebrny medal w sztafecie. Był to pierwszy w historii medal dla Norwegii w tej konkurencji. Wynik ten Norweżki w tym samym składzie powtórzyły na mistrzostwach świata w Egg rok później. W 1984 roku była też dwunasta w biegu indywidualnym i piąta w sprincie, a rok później zajęła odpowiednio dziewiąte i jedenaste miejsce.

## Osiągnięcia

### Mistrzostwa świata
| Rok  | Miejscowość | Konkurencje | Konkurencje | Konkurencje | Konkurencje | Konkurencje | Konkurencje | Konkurencje |
| Rok  | Miejscowość | IN          | SP          | PU          | MS          | RL          | MR          | SR          |
| ---- | ----------- | ----------- | ----------- | ----------- | ----------- | ----------- | ----------- | ----------- |
| 1984 | Chamonix    | 12.         | 5.          | nd.         | nd.         | 2.          | nd.         | –           |
| 1985 | Egg         | 9.          | 11.         | nd.         | nd.         | 2.          | nd.         | –           |

### Puchar Świata

#### Miejsca w klasyfikacji generalnej
| Sezon     | Miejsce |
| --------- | ------- |
| 1982/1983 | 1.      |
| 1983/1984 | 3.      |
| 1984/1985 | ?       |

#### Miejsca na podium w zawodach chronologicznie
| Lp. | Dzień       | Rok  | Miejscowość  | Konkurencja                | Lokata | Pudła | Czas biegu | Strata  | Zwycięzca     |
| --- | ----------- | ---- | ------------ | -------------------------- | ------ | ----- | ---------- | ------- | ------------- |
| 1.  | 4 marca     | 1983 | Lappeenranta | Sprint na 7,5 km           | 1.     | 3     | ?          | –       | –             |
| 2.  | 6 stycznia  | 1984 | Falun        | Bieg indywidualny na 15 km | 1.     | 0+1+1 | 40:53,8    | –       | –             |
| 3.  | 21 stycznia | 1984 | Ruhpolding   | Sprint na 7,5 km           | 1.     | ?     | ?          | –       | –             |
| 5.  | 10 marca    | 1984 | Lygna        | Bieg indywidualny na 15 km | 3.     | 4     | 52:00,0    | +2:27,0 | Sanna Grønlid |